# Sörfäbodtjärnen
Sörfäbodtjärnen är en sjö i Lycksele kommun i Lappland och ingår i Umeälvens huvudavrinningsområde.